# Dança das Máscaras
A Dança das Máscaras (The Sound Of Masks em inglês) é um documentário etnográfico sobre a dança tradicional moçambicana, Mapiko e o Passado e Presente da Cultura em Moçambique; é escrito, produzido e realizado por Sara CF. de Gouveia, numa co-produção sul-africana/portuguesa produzida por Pandora da Cunha Telles e Pablo Iraola pela produtora portuguesa Ukbar Filmes, e por Julia Ramsey e Sara Gouveia pela produtora sul-africana Lionfish Productions. O filme acompanha Atanásio Cosme Nyusi, um contador de histórias, enquanto este explora as suas raízes culturais e a História de Moçambique.
O filme teve a sua estreia mundial a 18 de Novembro de 2018 no festival holandês IDFA, tendo posteriormente feito um percurso nos festivais de Marrocos (Marrakesh International Film Festival), Canadá (Hot Docs, onde fez a sua estreia na América do Norte), EUA (New York African Film Festival) e África do Sul (Encounters South African International Documentary Festival). Estreou em Portugal a 1 de Abril de 2020 no canal RTP2.

## Sinopse
O documentário acompanha Atanásio Cosme Nyusi, um contador de histórias, na sua demanda pela descoberta das origens culturais da dança da Cultura Makonde que pratica, Mapiko; e a sua interpretação da dança tradicional, mas também a contemporânea, sob o contexto da Guerra Colonial e da influência portuguesa em Moçambique. Essa busca acaba por ser feita com o propósito de Atanásio explicar ao seu filho Natepo, o valor da herança cultural de que faz parte.

## Crítica
O filme foi bem recebido pela crítica.
Pat Mullen, a escrever para a Point Of View Magazine, diz tratar-se de um "documentário perverso sobre o poder da dança", que foi "um dos melhores trabalhos apresentados no festival Hot Docs", oferecendo "momentos de poesia".
David Voidt a escrever para a In The Seats, dando quatro em cinco estrelas ao filme, considera que, ainda que Gouveia "use imagens fortes e frequentemente lindíssimas, (o documentário) trata-se verdadeiramente de um filme sobre a importância, não só da tradição, mas de ser capaz de a transmitir às gerações vindouras"; para Voidt, "Atanásio dá um óptimo assunto e, a partir desta forma de arte (o documentário), permite-nos enquanto espectadores, não só ter uma perspectiva sobre a História, mas também sobre as perspectivas emocionais de momentos particulares que são transmitidos".

## Prémios e nomeações
| Lista de prémios e nomeações                             | Lista de prémios e nomeações                                                                                  | Lista de prémios e nomeações                                       | Lista de prémios e nomeações | Lista de prémios e nomeações |
| Prémios                                                  | Categoria | Nomeado                                                            | Resultado                    | R.                           |
| -------------------------------------------------------- | --- | ------------------------------------------------------------------ | ---------------------------- | ---------------------------- |
| PLATEAU - Festival Internacional de Cinema da Praia 2019 | Melhor Documentário em Longa Metragem (Best Feature Documentary)                                              | Sara CF. de Gouveia (Realizadora) Lionfish Productions             | Venceu                       | [ 5 ] [ 6 ]                  |
| South African Film and Television Awards 2020            | Melhor Fotografia — Documentário de Longa Metragem (Best Achievement in Cinematography – Documentary Feature) | Sara CF. de Gouveia (Directora de Fotografia) Lionfish Productions | Venceu                       | [ 7 ] [ 8 ]                  |
| South African Film and Television Awards 2020            | Melhor Documentário de Longa Metragem (Best Documentary Feature)                                              | Sara CF. de Gouveia (Realizadora) Lionfish Productions             | Indicado                     | [ 8 ] [ 9 ]                  |
| South African Film and Television Awards 2020            | Melhor Montagem — Documentário de Longa Metragem (Best Achievement in Editing – Documentary Feature)          | Khalid Shamis (Montador)                                           | Indicado                     | [ 8 ] [ 9 ]                  |